# Kurt Hanns Hancke
Kurt Hanns Hancke (* 1887 in Magdeburg; † 1971) war ein deutscher Maler und Restaurator.

## Leben und Werk
Hancke studierte zunächst in Magdeburg Architektur und dann von 1909 bis 1912 bei Gari Melchers und Fritz Mackensen Malerei an der Großherzoglich-Sächsischen Hochschule für bildende Kunst in Weimar. In dieser Zeit hielt er sich kurzzeitig in Florenz auf. Nach dem Studium arbeitete er als freischaffender Maler und Grafiker in Weimar, wo er in der damaligen Grunstedter Straße (heute Richard-Wagner-Straße) 24 wohnte.
Von 1914 bis 1918 nahm er als Soldat am Ersten Weltkrieg teil, wobei er verwundet wurde. Danach arbeitete er wieder in Weimar. 1921 hospitierte er im Abendakt-Zeichenunterricht der Hochschule für bildende Kunst und des Staatlichen Bauhauses Weimar.
Hancke war vor allem Landschaftsmaler und wird der Neuen Sachlichkeit zugerechnet. Außerdem arbeitete er als Bild-Restaurator, so bis 1920 maßgeblich an den 1912 entdeckten gotischen Wandbemalungen in der Klosterkirche Sonnefeld.
1933 zog Hancke nach Hetschburg. In der Zeit des Nationalsozialismus war er Mitglied der Reichskammer der bildenden Künste und u. a. 1937, 1938, 1940 und 1943 auf der Großen Deutschen Kunstausstellung in München vertreten.
Hancke nahm als Soldat der Wehrmacht am Zweiten Weltkrieg teil und arbeitete dann wieder in Hetschburg, gehörte aber wohl nicht dem Verband Bildender Künstler der DDR an.
Hancke schrieb den ersten von drei Teilen der Publikation „Die Chroniken von Hetschburg. 900 Jahre Dorfgeschichte in drei Teilen“, die 2019 erschien.
Arbeiten Hanckes befinden sich u. a. im Kupferstichkabinett der Veste Coburg, in den Städtischen Museen Jena und im Stadtmuseum Weimar. 

## Werke (Auswahl)

### Tafelbilder
- Thüringer Dorf im Nachtwinter (um 1937, Öl)[4]
- Auf der Hohen Rhön (um 1938, Mischtechnik)[5]
- Regenbogen über dem Ilmtal (um 1938, Öl)[6]
- Silberdistel (Öl; 1940 auf der Große Deutsche Kunstausstellung vom Nazi-Führer Martin Bormann für 400 RM erworben)[7]
- Hochwasser im Ilmtal (um 1943, Mischtechnik)[8]
- Alte Weide an der Ilm (vor 1951, Öl, 56 × 57,5 cm; Städtische Museen Jena; vormals in der Kunstsammlung des Zentralinstituts für Mikrobiologie und experimentelle Therapie der Akademie der Wissenschaften der DDR)

### Druckgrafik
- Drachensee im Meminger Gebirge – Tirol (1928; Vernis mou, 21 × 27 cm; ein Exemplar im Stadtmuseum Weimar)[9]

## Ausstellungen (unvollständig)

### Einzelausstellungen
- 1946: Bad Berka

#### Postum
- 2019: Bad Berka, Coudrayhaus („Kurt Hanns Hancke – Das Lebenswerk“)